# Dasatinib
Dasatinib, được bán dưới tên thương hiệu Sprycel, là một loại thuốc hóa trị liệu được sử dụng để điều trị một số trường hợp mắc bệnh bạch cầu tủy mãn tính (CML) và bệnh bạch cầu lymphoblastic cấp tính (ALL). Cụ thể nó được sử dụng để điều trị các trường hợp Nhiễm sắc thể Philadelphia (Ph +). Nó được đưa vào cơ thể qua đường miệng.
Các tác dụng phụ thường gặp bao gồm bạch huyết cầu thấp, tiểu huyết cầu thấp, thiếu máu, sưng cơ, phát ban và tiêu chảy. [1] Tác dụng phụ nghiêm trọng có thể bao gồm chảy máu, phù phổi, suy tim và hội chứng QT kéo dài. Sử dụng trong khi mang thai có thể gây hại cho em bé. Nó là một chất ức chế tyrosine kinase và hoạt động bằng cách ngăn chặn một số tyrosine kinase như Bcr-Abl và họ Src kinase.
Dasatinib đã được phê duyệt để sử dụng y tế tại Hoa Kỳ vào năm 2006. Nó nằm trong Danh sách các loại thuốc thiết yếu của Tổ chức Y tế Thế giới, các loại thuốc hiệu quả và an toàn nhất cần thiết trong một hệ thống y tế. Tại Vương quốc Anh, tính đến năm 2015, loại thuốc này tốn khoảng 2,505,00 bảng Anh mỗi tháng điều trị. Một công ty Ấn Độ cho biết họ có thể tạo ra một phiên bản thuốc gốc với giá 4 USD mỗi liều.